# Evarcha culicivora
Evarcha culicivora còn được gọi là nhện hút máu là một loài nhện trong họ Salticidae. Chúng được miêu tả đầu tiên vào năm 2003 bởi Wanda Wesołowska & Jackson.
Evarcha culicivora sinh sống quanh hồ Victoria ở Kenya và Uganda. Lúc trưởng thành, nhện E. culicivora đực và cái có kích thước trung bình  5 mm. Sự khác biệt kích thước giữa con đực và con cái khá nhỏ, con cái có kích thước trung bình nhỉnh hơn một chút (4–7 mm so với con đực 3–6 mm).
Loài nhện này thường được gọi là nhện hút máu bởi vì chúng gián tiếp hút máu của động vật có xương sống. Nó làm điều này bằng cách ăn thịt con cái hút máu muỗi trong trong chi Anopheles, loài muỗi truyền bệnh sốt rét trong khu vực, cũng như các vật trung gian truyền bệnh khác ở người. Về mặt thực nghiệm, những con nhện này được coi là chuyên ăn Anopheles. E. culicivora có một mối liên hệ với các loài thực vật du nhập Lantana camara và loài bản địa Ricinus communis. Chúng tiêu thụ mật hoa để làm thức ăn và ưu tiên sử dụng những cây này làm địa điểm để giao phối.

## Đặc điểm
Loài nhện này sinh sống ở Kenya. Loài nhện này ăn chủ yếu các loài muỗi Anopheles gambiae, vector chính của bệnh sốt rét ở khu vực. Loài chỉ được biết đến xung quanh hồ Victoria ở Kenya và Uganda. Nó là động vật duy nhất được biết lựa chọn con mồi của nó dựa trên những gì con mồi đã ăn. Loài nhện này là một loài rất đặc biệt bởi nó có thể hấp thụ gián tiếp máu người bằng cách chọn những con muỗi cái đã hút no máu. Giống như nhân vật tưởng tượng Dracula và loài dơi hút máu có thật, những con nhện nhảy ở miền đông châu Phi này cũng thèm khát máu người.
Loài nhện E. culicivora không có khả năng chọc thủng da và hút máu, vì vậy chúng hấp thụ gián tiếp máu người bằng cách chọn những con muỗi cái đã xơi no máu của nạn nhân. Loài nhện khát máu này là loài ăn thịt đầu tiên được biết tới chọn mồi dựa trên những gì con mồi ăn. Máu là một loại đồ uống giàu chất dinh dưỡng có thể hấp thụ một cách dễ dàng. Nelson, nhà khoa học tại Đại học Macquarie ở Australia, và nhóm của mình đã thực hiện cuộc thử nghiệm trên loài Evarcha culicivora.
Đầu tiên họ đặt con nhện trong một lọ thủy tinh nhỏ để con vật không thể phân biệt được mùi của các con mồi - bao gồm muỗi đực không hút máu, muỗi cái uống nước đường và muỗi cái hút máu. Chỉ nhìn bằng mắt, con nhện luôn chọn những con cái căng mình vì máu - trông căng mọng và có màu đỏ. Tiếp đến, các nhà nghiên cứu bơm mùi của muỗi vào chỗ ở của nhện. Con nhện chỉ sử dụng khứu giác yếu ớt của mình để chọn ra đúng con muỗi cái đã hút máu.
Nelson cho biết việc hút máu là một hoạt động nguy hiểm, vì vậy con nhện này đã biết cách giảm thiểu mối nguy. Con nhện cũng sử dụng một phương pháp thông minh để bắt những con muỗi cái to béo. Nó rình muỗi giống như mèo vờn chuột, và nhảy vồ lên trên hoặc xồ ra ở dưới con muỗi, trước khi cắn phập lấy.